# Севастократор
Севастократор (грч. σεβαστοκράτωρ) је била висока византијска титула, која је уведена крајем XI века и била намењена за блиске чланове цареве породице. Поред Византије, коришћена је у Бугарској (током XIII и XIV века) и Србији (у доба Царства).

## Титула севастократора у Византији
Титулу севастократора створио је цар Алексије I Комнин (1081—1118), спајањем титула севаст (август или узвишени) и кратор (владар), на почетку своје владавине и доделио је свом брату Исаку. Титула севастократора је спадала међу највише у Царству, иза звања цара (цара савладара) и деспота, а изнад звања цезара и у доба Комнина је додељивана најближим царским сродницима, превасходно његовој браћи и синовима. Ова титула је, као царском зету, додељена Стефану Немањићу (велики жупан 1196—1217, краљ (1217—1228) после брака са Евдокијом, а употреба ове титуле настављена је и након првог пада Цариграда, 1204. године. Коришћена је у Латинском царству, а никејски цареви су је додељивали неким полузависним магнатима.
Боја севастократорског достојанства била је плава и сваки носилац ове титуле имао је право да документе потписује плавим мастилом и да свој печат ставља на плаву свилену врпцу. Од одеће, он је носио плаве ципеле, али је могао да носи црвену одежду, као и црвену и златну коронету.